# 請証文
請証文（うけしょうもん）は、江戸時代の民事訴訟の裁許（判決）後に作成された証文。

## 概要
裁許が下された後、原告・被告の双方が裁許の内容を承諾して異議を挟まないことを奉行所などの訴訟機関に申し出るために提出された。同様の書類に上証文（あげしょうもん）があるが、それよりも略式である。
裁許の経緯・内容を記述した後、原告・被告以下関係者一同がその内容に反しないことを約するために連署の行って訴訟機関に提出した。